# Mileč (przystanek kolejowy)
Mileč – przystanek kolejowy w miejscowości Mileč, w kraju pilzneńskim, w Czechach. Znajduje się na linii 190 Pilzno - Czeskie Budziejowice, na wysokości 455 m n.p.m..  

## Linie kolejowe
- 190: Pilzno – Czeskie Budziejowice